# Condado de Siaya

El condado de Siaya es uno de los seis condados en la antigua provincia de Nyanza en la parte sudoeste de Kenia. Limita con el condado de Busia al norte, los condados de Vihiga y Kakamega al noreste y el condado de Kisumu al sudeste. El área total del condado es aproximadamente 2 496,1 km². El condado se encuentra entre la latitud 0° 26’ a 0° 18’ norte y la longitud 33° 58’ este y 34° 33’ oeste.
La población en el año 2009 era de 842 304 habitantes, 398 652 hombres y 443 652 mujeres.
En las elecciones de 2007 el condado, entonces distrito, tuvo tres distritos electorales:
- Distrito electoral de Alego
- Distrito electoral de Gem
- Distrito electoral de Ugenya

En las elecciones parlamentarias de 2007 los tres escaños fueron ganados por el Orange Democratic Movement.